# Chanson des brises
Chanson des brises est une mélodie pour voix solo, chœur de femmes (à trois voix) et piano à quatre mains de Claude Debussy composée en 1882 sur un poème de Louis Bouilhet.

## Présentation
Chanson des brises est composé début 1882 sur un texte de Louis Bouihet extrait du recueil Dernières chansons (Lévy, 1872, no XXXIV).
L'incipit de l'œuvre est : « Réveillez-vous, arbres des bois ».
La mélodie, dédiée à Mme Vasnier, soprano colorature et première muse du compositeur, est écrite pour voix solo, chœur de femmes à trois voix et piano à quatre mains,.
La durée moyenne d'exécution de la pièce, inédite en édition, est de six minutes environ.
Dans le catalogue des œuvres du compositeur établi par le musicologue François Lesure, Chanson des brises porte le numéro L 32 (35).

## Discographie
- Claude Debussy : The complete works, CD 24, Sabine Revault d'Allonnes (soprano et chef de chœur), Les Essenti'elles, Philippe Cassard et Jonathan Fournel (piano), Warner Classics, 2018, premier enregistrement mondial[2],[4].